# 雲紋鰕虎
雲紋鰕虎（学名：Yongeichthys nebulosus），又名雲紋裸頰鰕虎魚，为鰕虎科裸頰鰕虎魚屬下的一个种。